# 프랭크 맥래
프랭크 맥레이(Frank McRae, 1944년 3월 18일 ~ )는 미국의 배우이다.
멤피스에서 태어났다.

## 출연 작품
- 소행성 (1997년)
- 라이트닝 잭 (1994년)
- 긴급 구조대 (1993년)
- 마지막 액션 히어로 (1993년) - 덱커 경위 역
- 원초적 무기 (1993년) - 캡틴 도일 역
- 스케치(영어판) (1992년)
- 전자 오락의 마법사 (1989년)
- 왕이여 안녕 (1989년)
- 007 살인면허 (1989년) - 샤키 역
- 실베스타 스텔론의 탈옥 (1989년) - 이클립스 역
- 8번가의 기적 (1987년) - 해리 노블 역
- 휴가 대소동 (1983년)
- 즐거운 목요일 (1982년)
- 48시간 (1982년)
- 중고차 소동 (1980년) - 짐 역
- 노마 레이 (1979년)
- 1941 (1979년)
- 록키 2 (1979년) - 미트 포어맨 역
- 디 엔드 (1978년)
- 빅 웬즈데이 (1978년)
- 챔피언 (1978년) - 빅 글로리 역
- 워킹 톨 2 (1975년)
- 투쟁의 그늘 (1975년)
- 뱅크 샷 (1974년)
- 딜린저 (1973년)

### 텔레비전
- ER (1994년)